# Ich bin ein Berliner
„Ich bin ein Berliner” (Pronunțat [ˈɪç ˈbɪn aɪn bɛʁˈliːnɐ], „Sunt berlinez” [la rândul meu]) este un citat din discursul ținut la 26 iunie 1963 de președintele Statelor Unite John F. Kennedy în Berlinul Occidental. El a subliniat prin acest discurs susținerea acordată de Statele Unite Republicii Federale Germania la 22 de luni după ce Republica Democrată Germană, susținută de URSS, a ridicat Zidul Berlinului ca barieră care să prevină trecerea între est și vest.
Discursul este considerat a fi unul din cele mai bune ale lui Kennedy, și un moment notabil din Războiul Rece. A fost o mare susținere morală pentru vest-berlinezi, care trăiau într-o exclavă a RFG-ului adânc în interiorul Germaniei de Est și se temeau de o posibilă ocupație est-germană. Vorbind de pe o platformă ridicată pe treptele Primăriei Schöneberg, Kennedy a spus:
„Acum două mii de ani, oamenii se lăudau spunând: civis Romanus sum [sunt cetățean roman]. Astăzi, în lumea libertății, cine dorește să se laude, spune: «Ich bin ein Berliner!»... toți oamenii liberi, indiferent unde trăiesc, sunt cetățeni ai Berlinului, și deci, ca om liber, mă mândresc să spun: «Ich bin ein Berliner!»”

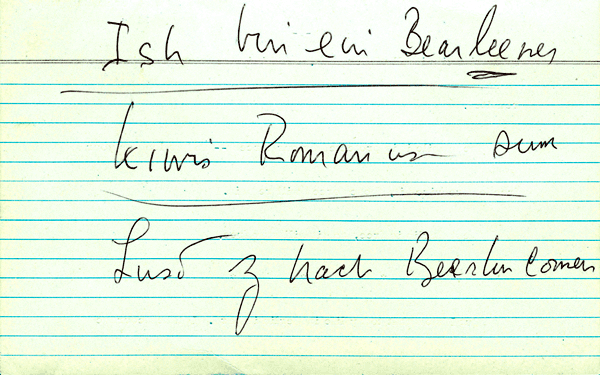
Foaia lui Kennedy

S-a speculat că Kennedy ar fi inventat fraza în ultimul moment, odată cu ideea de a o rosti în germană. Kennedy i-a cerut translatorului său, Robert H. Lochner, să-i traducă „Sunt berlinez” abia când urcau deja pe treptele primăriei. Cu ajutorul lui Lochner, Kennedy a exersat fraza în biroul primarului de atunci al Berlinului Apusean, Willy Brandt, și cu mâna sa și-a notat o pronunție fonetică pe un cartonaș. Un profesor de limbi străine de la Departamentul de Stat al SUA a scris însă în 1997 că l-a vizitat pe Kennedy la Casa Albă cu mai multe săptămâni înainte de plecare, și l-a ajutat să scrie discursul și să pronunțe corect.
Consilierul lui Kennedy pe probleme de securitate națională, McGeorge Bundy, a considerat că discursul a mers „puțin prea departe”, și cei doi au revizuit textul pentru a prezenta o atitudine mai moderată înainte de a-l repeta în aceeași zi la Universitatea Liberă.

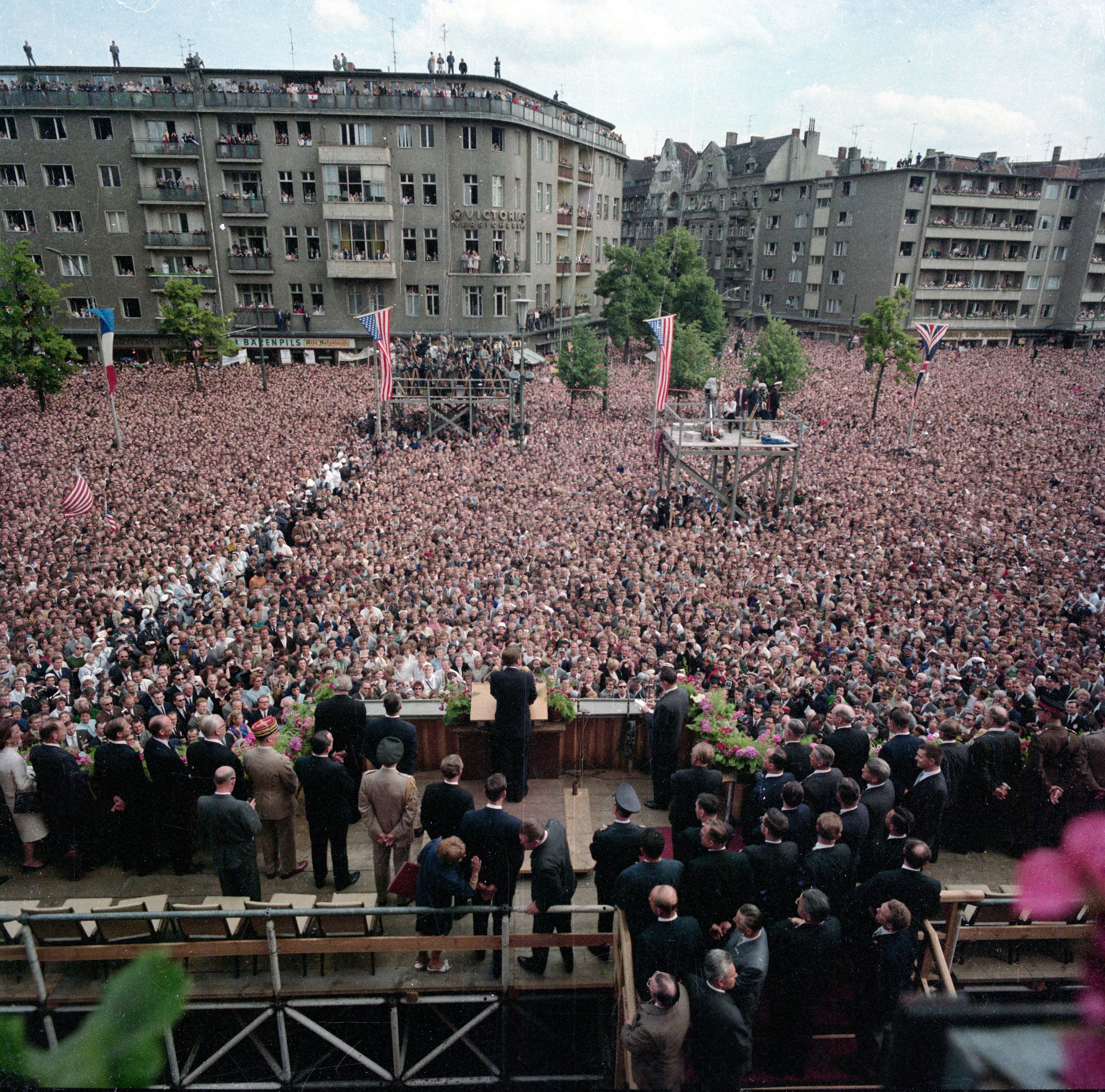
John F. Kennedy în timpul discursului ținut în fața primăriei din Schöneberg.

Acest mesaj sfidător a fost adresat atât sovieticilor, cât și berlinezilor, și a fost o declarație fermă de politică a SUA în condițiile construcției Zidului Berlinului. Kennedy a fost însă criticat că a ținut un discurs prin care recunoștea status quo-ul din Berlin ca realitate. Statutul oficial al Berlinului era la acea vreme acela de oraș sub ocupație comună celor patru Puteri Aliate, fiecare responsabilă pentru o anumită zonă. Până în acel punct, Statele Unite susținuseră că acela este statutul său, deși situația pe teren era mult diferită. Discursul lui Kennedy a marcat primul moment când Statele Unite au recunoscut că Berlinul de Est este parte a blocului sovietic împreună cu restul Germaniei de Est.
Kennedy a utilizat în timpul discursului propoziția de două ori, încheindu-și discursul cu ea.